# 25091 Санчез-Клаудіо
25091 Санчез-Клаудіо (25091 Sanchez-Claudio) — астероїд головного поясу, відкритий 14 вересня 1998 року.
Тіссеранів параметр щодо Юпітера — 3,307.